# Renata Kopyto

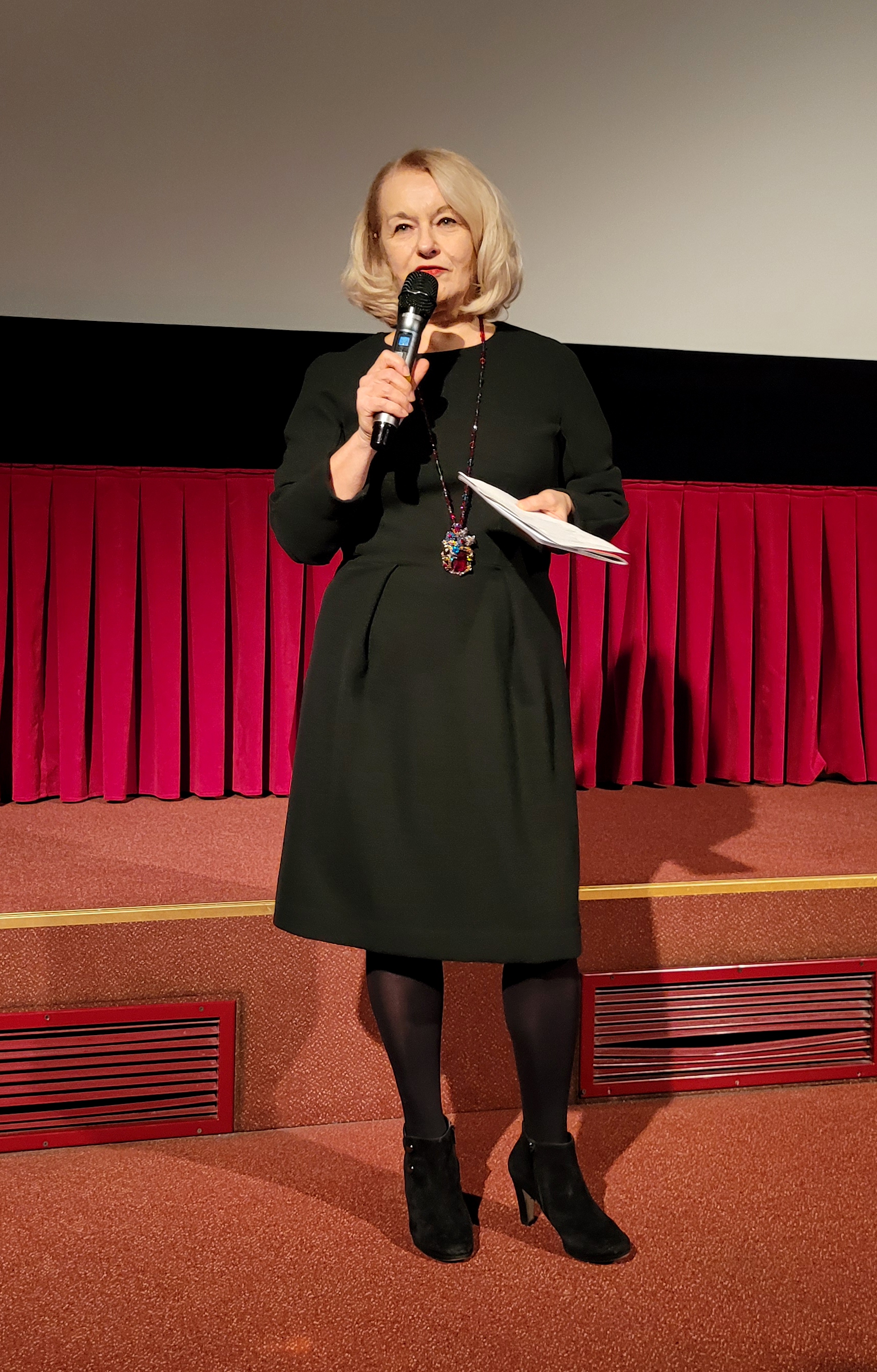
Renata Kopyto w trakcie otwarcia Tygodnia Filmu Niemieckiego 2025 w Kinie Pod Baranami w Krakowie.

Renata Kopyto – kierowniczka Domu Norymberskiego w Krakowie, kuratorka i producentka wydarzeń kulturalnych, autorka tekstów.

## Życiorys
Renata Kopyto jest absolwentką Akademii Górniczo-Hutniczej w Krakowie, którą ukończyła w 1987. Po studiach wyjechała do Berlina, gdzie nauczyła się języka niemieckiego. Tam podjęła decyzję, aby związać się zawodowo z kulturą. W latach 1994–2000 pracowała jako asystentka ds. kursów językowych w krakowskim Instytucie Goethego. Realizowała tam projekty językowe oraz kulturowe. Od roku 2000 jednoosobowo kierowała Domem Norymberskim (został otwarty w 1996 roku), zajmując się działalnością instytucji. Jest kuratorką i organizatorką wielu międzynarodowych projektów kulturalnych z dziedziny filmu, teatru, literatury i sztuk wizualnych. Pełni funkcję wiceprezeski w Towarzystwie Polsko-Niemieckim. Jest
członkinią Towarzystwa Przyjaciół Bunkra Sztuki.
Została laureatką Nagrody im. Kazimiery Bujwidowej (2023).
W 2025 w uznaniu zasług dla Miasta Krakowa i jego mieszkańców otrzymała od Prezydenta Miasta Krakowa odznakę Honoris Gratia.

## Działalność w Domu Norymberskim
Jako kierowniczka Domu Norymberskiego współpracowała z Muzeum Sztuki i Techniki Japońskiej „Manggha”, Muzeum Narodowym w Krakowie, Ośrodkiem Dokumnetacji Sztuki Tadeusza Kantora Cricotecą, Galerią Sztuki Współczesnej "Bunkier Sztuki", Krakowskim Biurem Festiwalowym i Festiwalem Conrada. W imprezach organizowanych przez Kopyto wzięli udział m.in.: Tom Tykwer, Doris Dörrie, Hans-Christian Schmid, Christian Petzold, Margarethe von Trotta, Lars Jessen, René Pollesch, Falk Richter, Armin Petras oraz Luk Perceval. Kopyto jest członkinią teamu kuratorskiego i zajmuje się współorganizacją Tygodnia Filmu Niemieckiego (powstałego jako Tydzień Filmu Bawarskiego w 1997). 
Do współpracy w Galerii Domu Norymberskiego zaprosiła wielu artystów i artystek z Polski, Niemiec i innych krajów.

### Tydzień Filmu Niemieckiego
Jest to ogólnopolska impreza odbywająca się co roku w 8-10 miastach Polski. Realizowany od 1998 roku przegląd najnowszych niemieckich produkcji filmowych, który obecnie prezentowany jest w 9 miastach Polski i powstaje we współpracy z Instytutem Goethego i konsulatami Niemiec we Wrocławiu. Na otwarcie Tygodnia Filmu Niemieckiego przyjeżdżają do Krakowa twórcy filmów. Do tej pory Dom Norymberski gościł m.in. Sönke Wortmann, Doris Dörie, Toma Tykwer, Roberta Thalheim, Hansa-Christianaa Schmida, Christiana Petzolda i innych.

### Działalność teatralna i literacka
Z kolei w wydarzeniach teatralnych i literackich Domu Norymberskiego udział wzięli m.in: Margarethe von Trotta, Thomas Ostermeier, René Pollesch, Armin Petras oraz Luk Perceval i wielu innych twórców i twórczyń, autorów i autorek i dramatopisarzy i dramatopisarek. Z inicjatywy Renaty Kopyto i Domu Norymberskiego w 2000 roku wraz z ówczesnym Muzeum Teatralnym Miasta Krakowa oraz z Teatrem Ludowy w Krakowie powstał projekt „Kabaret” obejmujący wystawę poświęconą działalności artystów współtworzących kabarety literacko-artystyczne w latach 1900–1930 w Berlinie (Überbrettl i Schall und Rauch), Monachium (Die Elf Scharfrichter i Simplicissimus), Wiedniu (Nachtlicht i Fledermaus), Zurychu (Cabaret Voltaire) i Krakowie (Zielony Balonik) oraz spektakl teatralny Opowieści Jedenastu Katów w reżyserii Łukasza Czuja oparty na wierszach, piosenkach i tekstach kabaretowych wykonywanych na wymienionych scenach. Kopyto jest autorka publikacji towarzyszącej temu projektowi pt. „Kabaret. Początek XX wieku” (ISBN 83-914148-0-9).
W 2003 roku Kopyto zorganizowała w krakowskim klubie Alchemia pierwszy literacki slam poetycki Slam Poetry – współczesna literacka ANTYawangarda.
We współpracy z festiwalem Miesiąc Fotografii w Krakowie oraz z Akademią Sztuk Pięknych im. Jana Matejki w Krakowie prowadziła cykle filmowe: Wybitni fotograficy. Portrety filmowe oraz Sztuka współczesna w obrazie filmowym.
Z inicjatywy Renaty Kopyto i Domu Norymberskiego, Stary Teatr im. Heleny Modrzejewskiej w Krakowie i Maxim Gorki Theater zrealizowały projekt KRAKÓW-BERLIN XPRS, który był teatralną interwencją w pociągu relacji Kraków – Berlin, która odbywała się w trasie przejazdu, na stacjach kolejowych oraz w innych szczególnych miejscach na trasie. Kopyto jest także inicjatorką i producentką spektakli teatralnych: W stanie wyjątkowym Falka Richtera reż. Iwona Jera, Teatr Nowy, Kraków, My w finale Marka Beckera, reż. Iwona Jera, Teatr Bagatela, Lady Dada, reż. Iga Gańczarczyk (Cricoteca).

### Działalność wystawiennicza i w przestrzeni publicznej
Od 2011 roku Kopyto prowadzi także galerię mieszcząca się w Domu Norymberskim, organizując i kuratorując wystawy z udziałem artystów i artystek z Polski, Niemiec, Austrii i innych krajów europejskich. Ważną częścią działalności Renaty Kopyto jako kierowniczki Domu Norymberskiego jest przywracanie pamięci kobietom, których dokonania zostały zapomniane bądź pominięte oraz promowanie sztuki kobiet-artystek tworzących współcześnie poprzez coroczny cykl wystaw organizowanych 8 marca z okazji Dnia Kobiet we współpracy kuratorskiej z artystką wizualną Iwoną Demko.
Renata Kopyto jest także inicjatorką projektów artystycznych realizowanych w przestrzeni publicznej. W 2009 roku na placu Marii Magdaleny w Krakowie powstała we współpracy z Krakowskim Biurem Festiwalowym instalacja Ottmara Hörla Dama z gronostajem, a w 2019 roku Thomasa Maya Żółte mlecze. W 2021 roku z kolei Kopyto była pomysłodawczynią projektu z okazji 500-lecia dzwonu Zygmunta.

## Wybrane projekty
- Feminał, wystawa, 2019[31].
- Oskar Schlemmer, Balet triadyczny. Występ gościnny Bayerisches Juniorballett, 2017[32]
- Gisèle Freund. Sceny fotograficzne i portrety. Wystawa (współpraca z Muzeum Narodowe w Krakowie i Festiwalem Conrada)[33]
- Max Ernst – kochanek wyobraźni. Wystawa, 2014[34]
- Kraków – Berlin XPRS, 2011[35]
- Między życiem a literaturą. Uczuciowy i poetycki związek Ingeborg Bachmann i Paula Celana. Kraków, 2010[36]
- Albrecht Dürer w Krakowie – Obchody 480 rocznicy śmierci artysty, 2008[37]
- Kaspar Hauser, 2007[38][39]
- Tadeusz Kantor a Niemcy i Szwajcaria – wystawy, sympozjum i pokazy filmów, 2005[40].
- Kabaret. Poczatek XX wieku – wystawa i spektakl teatralny, 2000[41].

## Wybrane teksty
- Nowa kobieta. (NIE)nowa rzeczywistość. Lotte Laserstein, RESTARTmag, jesień 2024. (o Lotte Laserstein),
- Przestrzeń świata Lilly Reich, „Tygodnik Powszechny”, 17.10.2023 (o Lilly Reich),
- Gry we dwoje według Uniki Zürn, „Tygodnik Powszechny”,17.10.2022 (o Unice Zürn),
- Zdjęcia, które miały zatrzymać wojnę, „Tygodnik Powszechny”, 11.10.2021 (o Gerdzie Taro)
- Wojna o pisuar, „Tygodnik Powszechny”, 12.10.2020 (o Elsie von Freytag-Loringhoven).

## Nagrody
- Nagroda im. Kazimiery Bujwidowej 2023[6][7].